# 김완 초상
김완 초상(金完 肖像)은 대한민국 전라남도 영암군 서호면 화송리에 위치해 있는 조선 시대의 초상화이다. 또한 김완 초상은 2000년 12월 22일에 대한민국의 보물 제 1305호로 지정되었다.

## 개요
높이가 낮고 뿔이 넓으며 둥근 오사모(烏紗帽)에 단령(團領)의 정장관복본을 입고 공수(拱手) 자세를 취한 채 의자에 앉아 있는 전신교의좌상(全身交椅坐像)이다. 좌안칠분면(左顔七分面)의 취각(取角), 화려한 채색의 채전(彩氈)의 문양과 기법, 족좌대(足座臺) 위에 놓인 혜(鞋) 등이 모두 조선조 중기 공신상의 한 전형을 보여주고 있다.
초상화의 인물은 학정금대(鶴頂金帶)를 두르고 해태문양의 흉배를 하여 초상화 인물의 품계가 종2품임을 나타내주고 있으며, 1624년 진무공신(振武功臣) 책록을 받은 직후 그려진 것이 아니라, 황해도 병마 절도사로 있었던 1630년대에 그려진 것임을 알 수 있게 해 준다.
이 상은 공수자세를 취한 양손 사이로 흰 창의(창衣) 소매가 보이는 점에서 선무(宣武), 호종(扈從), 정난(靖難) 공신상 등과 같은 고식을 보여주며, 단령의 트임 사이로 내비치는 안감 및 첩리의 형식상 나란한 배열은 17세기 초 중기공신상의 변모해 가는 형식적 특징을 보여주고 있다.
안면기법은 살구색을 기조로 하여 안모의 외곽 및 이목구비 부분을 약간 짙은 갈색의 선묘 위주로 처리하고 음영법을 거의 사용하지 않았으며, 단지 법령(法令) 및 협(頰)의 부분이나 이문(耳紋) 부위에만 음영이 약간 깃들어 있다. 옷주름 처리도 굵고 검은 선으로 대표적인 주름선만을 그었고, 굴곡진 주름 부분엔 질감 묘출을 위한 선염기(渲染氣)가 들어가 있지 않아 역시 고식(古式)을 띠고 있다.

## 같이 보기
- 김완

## 참고 자료
- 김완 초상 - 국가유산청 국가유산포털